# Jiansheng
Jiansheng (kinesiska: 建胜) är en köping i sydvästra Kina. Den ligger i stadsdistriktet Dadukou i storstadsområdet Chongqing, omkring 17 kilometer sydväst om det centrala stadsdistriktet Yuzhong. Antalet invånare är 21862. Befolkningen består av 10 508 kvinnor och 11 354 män. Barn under 15 år utgör 12,0 %, vuxna 15-64 år 78 %, och äldre över 65 år 8,0 %.